# Weathersfield
Weathersfield és una població dels Estats Units a l'estat de Vermont. Segons el cens del 2000 tenia 2.788 habitants.

## Demografia
Segons el cens del 2000, Weathersfield tenia 2.788 habitants, 1.167 habitatges, i 830 famílies. La densitat de població era de 24,6 habitants per km².
Dels 1.167 habitatges en un 26,2% hi vivien nens de menys de 18 anys, en un 61,6% hi vivien parelles casades, en un 5,9% dones solteres, i en un 28,8% no eren unitats familiars. En el 22,1% dels habitatges hi vivien persones soles l'11% de les quals corresponia a persones de 65 anys o més que vivien soles. El nombre mitjà de persones vivint en cada habitatge era de 2,39 i el nombre mitjà de persones que vivien en cada família era de 2,77.
Per edats la població es repartia de la següent manera: un 20,6% tenia menys de 18 anys, un 5,1% entre 18 i 24, un 26,9% entre 25 i 44, un 31,2% de 45 a 60 i un 16,3% 65 anys o més.
L'edat mediana era de 44 anys. Per cada 100 dones de 18 o més anys hi havia 95 homes.
La renda mediana per habitatge era de 42.057 $ i la renda mediana per família de 46.282 $. Els homes tenien una renda mediana de 33.226 $ mentre que les dones 27.011 $. La renda per capita de la població era de 21.647 $. Entorn del 4,8% de les famílies i el 6,5% de la població estaven per davall del llindar de pobresa.